# Leonardo Arte y Tecnología
Leonardo es  una revista académica publicada por el MIT especializada en la aplicación de tecnología y ciencia contemporáneas a las artes y música.
Leonardo  se creó el año 1968 por el artista y científico Frank Malina en París, Francia. Leonardo publica artículos por artistas que trabajan con arte ciencia- y tecnología de los medios de comunicación desde hace más de  50 años. Se trasladó la editorial al área de  San Francisco por el  hijo de Roger Malina, Franco Malina, un astrónomo y científico espacial, quién tomó la dirección de la revista al fallecimiento del fundador  en 1981. En 1982, la Sociedad Internacional para las Ciencias de Artes y Tecnología (Leonardo/ISAST) Los objetivos de Leonardo se ampliaron para proporcionar vías de comunicación para los artistas que trabajan en medios de comunicación contemporáneos. La editorial también publica la Revista de Música del Leonardo, el Leonardo Almanaque Electrónico, Leonardo Revisiones, y la Serie de Libro del Leonardo. Todas las  publicaciones están producidas en colaboración con el MIT Prensa.
Otras actividades de la organización incluyen un programa de premios y participación en simposios y conferencias anuales como el  Space and the Arts Workshop and the annual College Art Association conference. Leonardo tiene una organización hermanada en Francia, la Asociación Leonardo, que publica el sitio web Observatoire Leonardo.  Mientras incentiva la presentación innovadora de proyectos de arte tecnológico,  también funciona como un sitio de reunión internacional para artistas, educadores, alumnado, científicos y otros interesados en el uso de nuevos medios de comunicación  en la expresión artística contemporánea.
Los objetivos de la organización incluyen la documentación de tecnologías personales e innovadoras desarrolladas por artistas, similares a la manera en que los hallazgos de los científicos están documentados en publicaciones especializadas.
El consejo editorial está formado por eminentes investigadores con la artista norteamericana Sonia Sheridan, Roy Ascott (U.K.) o el artista brasileño Eduardo Kac etc.

## Enlaces
- Sitio web oficial
- Leonardo en el MIT sitio web de Prensa
- Leonardo Almanaque Electrónico (LEA)

- Datos: Q85873062